# Hamilton (Ohio)
Hamilton és una població dels Estats Units a l'estat d'Ohio. Segons el cens del 2000 tenia 60.690 habitants.

## Demografia
Segons el cens del 2000, Hamilton tenia 60.690 habitants, 24.188 habitatges, i 15.867 famílies. La densitat de població era de 1.084,3 habitants/km².
Dels 24.188 habitatges en un 31,5% hi vivien nens de menys de 18 anys, en un 45,5% hi vivien parelles casades, en un 15,3% dones solteres, i en un 34,4% no eren unitats familiars. En el 29,3% dels habitatges hi vivien persones soles l'11,7% de les quals corresponia a persones de 65 anys o més que vivien soles. El nombre mitjà de persones vivint en cada habitatge era de 2,45 i el nombre mitjà de persones que vivien en cada família era de 3,02.
Per edats la població es repartia de la següent manera: un 25,8% tenia menys de 18 anys, un 9,8% entre 18 i 24, un 29,9% entre 25 i 44, un 20,2% de 45 a 60 i un 14,3% 65 anys o més.
L'edat mediana era de 35 anys. Per cada 100 dones de 18 o més anys hi havia 89,1 homes.
La renda mediana per habitatge era de 35.365 $ i la renda mediana per família de 41.936 $. Els homes tenien una renda mediana de 32.646 $ mentre que les dones 23.850 $. La renda per capita de la població era de 17.493 $. Aproximadament el 10,6% de les famílies i el 13,4% de la població estaven per davall del llindar de pobresa.

## Poblacions més properes
El següent diagrama mostra les poblacions més properes.